# Gewoon landkaartmos
Gewoon landkaartmos (Rhizocarpon geographicum) is een korstmossoort uit de familie Rhizocarpaceae. Het groeit op rotsen in bergachtige gebieden met lage luchtverontreiniging. Het leeft in symbiose met een chlorococcoïde alg.

## Determinatie
Het thallus ligt dicht op het oppervlak of groeit er doorheen. De soort is heldergeel tot olijfgroen en kan grote gebieden op rotsen bedekken. Elk korstmos is een platte plek begrensd door een zwarte lijn van schimmeldraden. Deze vlakken groeien naast elkaar, wat leidt tot het verschijnen van een kaart of lappendeken.
Zoals veel korstmossen heeft het een extreem langzame groei. Afhankelijk van de locatie groeit het slechts 0,25 tot 0,6 mm radiaal naar buiten per jaar. Het kan een leeftijd van meer dan 1000 jaar bereiken en kan dus worden gebruikt om de achteruitgang van gletsjers te dateren. Als de groeisnelheid op een locatie bekend is, kan het laatste ijsdek worden berekend met de grootste exemplaren.
Hij heeft de volgende kenmerkende kleurreacties:  K−, C− of heel licht C+ (rood), P+ (geel).
De ascus bevat acht ascosporen. De sporen zijn aanvankelijk hyalien tot bleekgroenbruin, overgaand in donkergroen tot bruin, ellipsoïde en hebben de afmetingen 20–36 × 10–20 µm.

## Verspreiding
Gewoon landkaartmos is wijdverspreid en komt voor in de meeste koude gebieden met blootgestelde rotsoppervlakken. Het Noord-Amerikaanse verspreidingsgebied omvat de Sierra Nevada en de noordelijke boreale bossen van Canada, Groenland, IJsland, Fennoscandinavië en Siberië. In de tropen komt het alleen voor op grote hoogte zoals de Andes van Peru en Colombia. Verder naar het zuiden wordt het korstmos in het algemeen gevonden over Patagonië (?), op de Falklandeilanden, de sub-Antarctische eilanden en het Antarctisch Schiereiland.
In Groot-Brittannië groeit hij vaak op harde, kiezelhoudende rotsen, vooral in hooggelegen gebieden. Het verspreidingsgebied bestrijkt vrijwel heel Schotland, een groot deel van Noordwest-Engeland en ook andere hooggelegen gebieden in een groot deel van de rest van Engeland, Wales en Ierland. In Spanje wordt hij voornamelijk gevonden in kiezelhoudende bergketens, hoewel hij af en toe ook in de buurt van de zee te vinden is, zelfs in Zuid-Spanje, waar hij bekend is van Cabo de Gata. In Nederland is de soort zeldzaam en staat op de Nederlandse Rode Lijst in de categorie 'kwetsbaar'.